# Димитър Кантакузин
Вижте пояснителната страница за други личности с името Димитър Кантакузин.
Димитър Кантакузин е български книжовник от втората половина на XV век, смятан за късен представител на Търновската книжовна школа, тъй като българската литература от XV век е неин пряк наследник. Заема висока служба в Османската империя. Покровителства развитието на книжовната дейност и пребивава в Рилския манастир между 1469 и 1479 г. Поддържа връзки с видния книжовник Владислав Граматик, на когото поръчва написването на „Загребския сборник“ от 1469 г. Пише на български и гръцки. Стилът му е определян като емоционално лиричен.

## Произход и ранни години
По произход Димитър Кантакузин е свързан с династията Кантакузини и е родственик на Ирина Кантакузина, втора съпруга на Георги Бранкович, самата тя потомка на българския царски род Асеневци. Покрай брака на Ирина с Георги Бранкович някои Кантакузини се преместват в Моравското деспотство. Така бащата на Димитър Кантакузин е назначен за кесар на Ново бърдо, където е роден Димитър през 1435 г. Неговите по-малки братя са Ян (Йоан), Алексий и Георги.
Дори след превземането на Смедерево след тримесечна обсада през 1438 г., Ново бърдо отказва да се предаде. Най-после след повече от две години след падането на Смедерево крепостта Ново бърдо също капитулира през 1441 г., но дори и това не е краят, защото населението се организира и вдига въстание, потушено със свирепа жестокост от османците. Съпротивата въпреки всичко продължава до 1455 г., когато самият султан Мехмед II влиза в града и заповядва да бъдат екзекутирани всички първенци, освен това всички останали мъже са обезглавени, момчетата са взети за еничари, а момичетата и жените дадени на османските войници. Тази жестокост оставя трайна следа върху творчеството на Димитър Кантакузин, който по онова време вече е 20-ина годишен.

## Последващи години
Две десетилетия по-късно Димитър преживява друга тежка загуба – през септември 1477 г. Мехмед II нарежда да бъдат избити още мъже от Кантакузиновия род включително братята му Ян (Йоан), Алексий и Георги, техните четирима сина и дванадесет внука. Димитър за известно време живее с Мара Бранкович, вдовицата на султан Мурад II, а след нейната смърт през 1487 г. напуска сръбските земи и се установява край Черно море с някои от оцелелите си родственици. Смята се, че там умира, но не е известна датата на смъртта му.

## Памет
На Димитър Кантакузин е наречена улица в квартал „Драгалевци“ в София (Карта).

## Произведения
- „Житие с малка похвала на Иван Рилски“ – съдържа елементи на два популярни в православната литература жанра – житие и похвално слово.
- „Служба на Иван Рилски“ – възможно е да е писана за посрещането на мощите на светеца в Рилският манастир на 1 юни 1469 г.
- „Похвално слово за Димитър Солунски“
- „Похвално слово за Николай Мириклийски“
- „Молитва към Богородица“ – поетична творба в 308 стиха. Жанрът е рядко срещан в средновековната българска литература. Известни са над 42 преписа, свидетелстващи за популярността ѝ.
- „Послание до доместик Исай“ – запазено в един-единствен препис. Поместено е в сборник съхраняван сега в библиотеката на Сръбската патриаршия. От съдържанието става ясно, че текстът на Кантакузин е в отговор на послание (не е запазено) на доместик Исай, в което той настоява пред книжовника да напише духовно слово с поучителен характер. Отговорът на Кантакузин съдържа и самото слово, умело вмъкнато в посланието. В него той изразява и скръбта си от разорението на Балканите от страна на османските турци. Личността на Исай е непозната на историческата наука. Не е установена националността му и общественото му положение. Предвид на уважението, което му засвидетелства Димитър Кантакузин, той трябва да е значима личност.
- „Послание до Владислав Граматик“ – знае се, че Кантакузин поръчва на Владислав Граматик написването на сборника от 1469 г., известен като „Загребски сборник“. Въз основа на този факт, сръбският литературен историк Джодже Трифунович приема, че Димитър Кантакузин е направил поръчката до Владислав чрез послание, подобно на онова, с което доместик Исай се е обърнал към самия Кантакузин. Такова съчинение не е открито. Върху съществуването му има спорове[8].
- „Географско описание“

## Изследвания
- Маринов, Д. Димитри Кантакузин. – Сборник за народни умотворения, 18, 1901, 86 – 98.
- Иванов, Й. Житията на св. Иван Рилски. – Годишник на Софийския университет. Историко-филологически факултет. 23, 1936, 86 – 102.
- Трифуновић, Ђ. Димитрије Кантакузин. Београд, 1968.
- Данчев, Г. Димитър Кантакузин. С., 1979.
- Димитър Кантакузин. Събрани съчинения. С., 1989.
- Списи Димитрија Кантакузина и Владислава Граматика. Прир. J. Грковић-Мејџор. Београд, 1993 (ССК, 14).